# Julia Kubisa
Julia Danuta Kubisa (ur. 26 marca 1979) – polska socjolożka, dr hab. nauk społecznych, profesorka uczelni Instytutu Socjologii Wydziału Socjologii Uniwersytetu Warszawskiego.

## Życiorys
28 czerwca 2011 obroniła pracę doktorską „Bunt białych czepków”. Analiza aktywizacji związkowej sfeminizowanych grup zawodowych.  24 września 2019 habilitowała się na podstawie pracy zatytułowanej Odpowiedzi indywidualne i zbiorowe na przemiennym rynku pracy, ujęcie socjologiczne. 
Awansowała na stanowisko adiunkta w Instytucie Socjologii na Wydziale Socjologii Uniwersytetu Warszawskiego. 
Na Wydziale Socjologii UW pełni funkcję pełnomocniczki ds. równości. Od kwietnia 2018 pracuje na stanowisku głównej specjalistki ds. równouprawnienia na UW, gdzie zajmuje się wdrażaniem rozwiązań równościowych w działalności Uniwersytetu Warszawskiego oraz realizacją strategii HR Excellence in Research.
Jest członkinią Rady Dyscypliny Naukowej – Nauk Socjologicznych Uniwersytetu Warszawskiego.
Współautorka raportu "(Nie)zgoda na przekraczanie granic. Badanie przemocy i dyskryminacji w Akademii Teatralnej im. Aleksandra Zelwerowicza" (2021-2022).
Od 9 marca 2024 przewodnicząca Rady ds. Kobiet na Rynku Pracy.